# フォートワース・キャッツ
フォートワース・キャッツ（Fort Worth Cats）は、北米独立リーグのユナイテッドリーグ・ベースボールに加盟していたプロ野球チーム。本拠地はアメリカ合衆国のテキサス州フォートワース。

## 歴史
チームの歴史は古く、1888年から1959年までマイナーリーグのテキサスリーグにフォートワース・パンサーズ（Fort Worth Panthers）として加盟していた。
2001年にフォートワース・キャッツとして独立リーグであるオールアメリカン・アソシエーションに加盟し、活動を再開する。
2002年からセントラルベースボールリーグへ移籍。2005年にはリーグ優勝を果たす。
2006年からアメリカン・アソシエーションへ移籍。同年と翌2007年の2期連続でリーグ優勝を果たした。
2012年にノース・アメリカンリーグへ移籍。
2013年にユナイテッドリーグ・ベースボールへ移籍。
2014年限りで解散した。

## 主な所属選手
- マシュー・ランデル（2002年）
- メル・ホール（2002年）
- クリストファー・カンバーランド（2003年）
- ルーク・ホッチェバー（2005年）
- マックス・シャーザー（2007年）
- アーロン・クロウ（2009年）
- ベンジー・ギル（2012年）
- ホセ・カンセコ（2013年）
- フリオ・フランコ（2014年）